# Oceanograf
Die Oceanograf ist ein als Katamaran gebautes polnisches Forschungsschiff der Universität Danzig.

## Geschichte
Das Schiff wurde unter der Baunummer B870-II von einem Konsortium der Werften Stocznia Remontowa Nauta und Crist in Gdynia für die Universität Danzig gebaut. Die Kiellegung fand am 9. Mai 2013 statt. Das Schiff wurde am 24. Juni 2016 getauft und im Juli 2016 fertiggestellt.
Während des Baus kam es zu Verzögerungen. Bei Modellversuchen stellte sich heraus, dass die ursprüngliche Länge des Schiffs von 40 Metern nicht ausreichte und das Schiff für den nötigen Auftrieb um knapp 10 Metern verlängert werden musste. Die ursprünglich für das Frühjahr 2014 vorgesehene Fertigstellung des Schiffes verzögerte sich schließlich auf Juli 2016. Die Verzögerungen und damit verbundene Kosten führten zu Streitigkeiten zwischen der Bauwerft und dem Auftraggeber.
Die geplanten Baukosten beliefen sich auf 37 Mio. Złoty. Hiervon sollten 36 Mio. Złoty aus öffentlichen Geldern stammen, 1 Mio. Złoty sollte die Universität Danzig beisteuern. Die tatsächlichen Baukosten beliefen sich auf 40 Mio. Złoty.
Das Schiff wird in erster Linie in der Ostsee eingesetzt.

## Technische Daten und Ausstattung
Das Schiff wird dieselelektrisch angetrieben. Für die Stromerzeugung der elektrischen Antriebsmotoren stehen zwei von Viertakt-Sechszylinder-Dieselmotoren des Herstellers Volvo-Penta mit jeweils 420 kW Leistung angetriebene Generatoren zur Verfügung. Für die Stromerzeugung im Bordnetz stehen zwei von Dieselmotoren mit jeweils 225 kW Leistung angetriebene Generatoren zur Verfügung. Die Antriebsmotoren treiben zwei Propellergondeln mit jeweils zwei Propellern an. Die Reisegeschwindigkeit des Schiffes ist mit 10 Knoten angegeben. Das Schiff ist mit zwei als Wasserstrahlantriebe ausgelegten Bugstrahlrudern ausgerüstet, die in den beiden Rümpfen untergebracht sind. Es verfügt damit über ein System zur dynamischen Positionierung. Das Schiff kann 21 Tage auf See bleiben und dabei 2500 Seemeilen zurückgelegen.
Das Schiff kann für verschiedene meereskundliche Forschungen genutzt werden. An Bord sind vier Labore für Forschungszwecke eingerichtet. Für die Beobachtung von Meeressäugern und Seevögeln steht eine Beobachtungsplattform zur Verfügung. Für die Ausbildung von Studenten befindet sich ein Seminarraum an Bord.
Am Heck des Schiffes steht ein 10 × 9 Meter großes, offenes Arbeitsdeck zur Verfügung. Das Schiff ist mit verschiedenen Hebewerkzeugen ausgerüstet, darunter ein Kran auf dem Achterdeck, der 4 t heben kann, sowie ein Heckgalgen. Ein weiterer Kran befindet sich vor den Decksaufbauten im Bugbereich. Dieser Kran kann 50 kg heben. Zum Schleppen von Forschungsgeräten oder Netzen stehen mehrere Winden zur Verfügung. Das Schiff ist mit verschiedenen Echoloten und Sonaren sowie weiteren Messgeräten ausgerüstet. Es kann für den Einsatz eines ROV genutzt werden.
Das Schiff kann an Deck Labor- und Transportcontainer mitführen.
An Bord ist Platz für 20 Personen. Kapitän und Fahrtleiter sind in Einzelkabinen untergebracht. Für die übrige Besatzung und das weitere wissenschaftliche Personal bzw. mitfahrende Studenten stehen neun Doppelkabinen zur Verfügung. Die Schiffsbesatzung besteht üblicherweise aus sechs Personen.